# Aleksandra Ivanovskaja
Aleksandra Ivanovskaja (in russo Александра Ивановская?; Komsomol'sk-na-Amure, 14 giugno 1989) è una modella russa, vincitrice del titolo di Miss Russia 2005 il 22 dicembre 2005 presso il Concert Hall di Mosca.
Durante il Concorso di bellezza, in rappresentanza della propria città, Chabarovsk, Aleksandra Ivanovskaja ha avuto la meglio sulle altre cinquanta delegate regionali aspiranti al titolo.

## Biografia
Subito dopo la vittoria del titolo, fece molto clamore la notizia infondata che la Ivanovskaja avesse girato alcuni film pornografici. In realtà la Ivanovskaja era stata erroneamente confusa con la modella Irina da Mosca, che invece aveva più volte recitato in alcune pellicole pornografiche di Pierre Woodman.